# Csernyák Imre
Csernyák Imre (Emery Chairman, 1897 – 1945 után) hadnagy (1909-ben, - 4. hadosztály tüzérezred) Ferenc Ferdinánd osztrák-magyar trónörökös szárnysegédje, repülőszázados, bolsevik ügynök, a Károlyi puccs idején a Budapesti Katonatanács megszervezője, Lenin személyes megbízottja, a belgrádi fegyverszüneti tárgyaláson a Budapesti Katonatanács képviselője, a Népköztársaság képviselője Hágában, a vörösterror idején hadügyi népbiztos , Tisza István kormányfő egyik gyilkosa , az OSS (Office of Strategic Services) dolgozója.
Magyarország bolsevizálásában döntő szerepet játszottak  1918. októberétől a proletárdiktatúra megalakulásáig terjedő időszakban az orosz bolsevik állam bolsevik ügynökei által szervezett katonatanácsok.
Károlyi Mihály a hatalom megszerzése érdekében 1918. október 27-én honvédelmi biztossá nevezte ki Csernyák Imrét.
1918 október 30-án, Budapesten, a hajnali órákban még semmi nem utalt a napközben történt eseményekre. Hajnalban Csernyák Imre az ágyából felzavart Károlyi Mihályt tájékoztatta a Csenyák és a munkásvezetők közötti megbeszélés eredményéről. Károlyi Mihály azonban hallani sem akart a forradalmi erőszak alkalmazásáról. Csernyák erre közölte Károlyi Mihállyal, hogy "szabadságra megy", kikapcsolódik a Katonatanács munkájából.
1918. október 30-án napközben a Katonatanács által kiadott felhívást tartalmazó röplapokkal árasztották el az utcákat és a laktanyákat. A Csernyák Imre által beszervezett katonák, a Katonatanács tagjai letartóztatták Lukachich Gézát, Budapest város parancsnokát, 1918. október 30-án délután megakadályozták két menetszázadnyi katona frontra küldését, majd este és éjszaka elfoglalták a térparancsnokságot, a pályaudvarokat, a postát, a telefonközpontokat. Csernyák Imre illetve az általa szervezett Katonatanács önálló, sokszor a Károlyi rendszertől függetlenül cselekvő hatalmi központként működött. 1918. november 4-én, a Minisztertanács ülésén Linder Béla hadügyminiszter és Batthyány Tivatar belügyminiszter indítványozták a Katonatanács vezetőinek letartóztatását és a Katonatanács feloszlatását. Erre végül nem került sor, 1918. november 5-én a Kormány és a Katonatanács megegyezett abban, hogy a Katonatanács a továbbiakban ellenőrző és propaganda szervként fog működni.
A belgrádi fegyverszüneti tárgyaláson Csernyák Imre a Katonatanács képviseletében vett részt. A tárgyalások alatt megpuccsolta Pogány József, Kunfi támogatásával. Csernyákot Hágába küldték a Népköztársaság képviselőjeként. 1919 elején összekülönbözött Kun Bélával és nyom nélkül eltűnt.
1919 decemberében Bécsben őrizetbe veszi a rendőrség a Tisza-gyilkosságban játszott szerepe miatt.
1925-től Amerikában Chairman néven a Littleton, Chairman és Cohn  mérnöki iroda beltagjaként dolgozott. Egyesült Államokbeli tartózkodását 1928-ban megszakította, Bécsbe utazott. Amerikai állampolgárként tért vissza az Egyesült Államokba. Amerikai állampolgárságát 1930-ban visszavonták.
A második világháborút követően Csernyák Imre az Amerikai Egyesült Államok Stratégiai Szolgálatok Hivatalánál, a Hadügyminisztériumban dolgozik (United States of America, Office of Strategic Services (OSS).